# 11746 Thomjansen
11746 Thomjansen è un asteroide della fascia principale. Scoperto nel 1999, presenta un'orbita caratterizzata da un semiasse maggiore pari a 2,2103885 au e da un'eccentricità di 0,1846651, inclinata di 2,05333° rispetto all'eclittica.
L'asteroide è dedicato allo studente statunitense Thomas Scott Jansen.